# 启明里
启明里（英語：Qi Ming Li），又称启明里景区或启明里国家旅游休闲街区。位于江门市蓬江区，是一个拥有百年历史的华侨村落。华侨黄黎阁先生在此建启明楼而得名“启明里”。自此，陆续有归侨在此建房，人气鼎盛一时。至二十世纪三十年代，这里建有近60幢房屋，当中超过50幢是华侨所建。
启明里是一條百年华侨古村，有着深厚的历史文化，更有中西合璧的侨乡建筑特色风貌。

## 历史
1914年（民国三年），华侨在此建立启明楼。
1970年始，由于房屋年久失修及基础设施较差，原住民陆续搬出。
2019年11月，展开升级优化工程。2021年9月26日，确认为省级旅游休闲街区。
2021年12月10日，正式确认为国家AAA级旅游景区。2022年11月15日，粤文坊正式落户啟明裡。
2025年1月24日，正式确认为国家级旅遊休闲街区。

## 概述
自明朝以来，这区域及附近的一带区域（含码头）称为江门圩。至19世纪末设北街海关后，这区城及附近周边一帶开始日益繁华起来。而这里亦逐渐成为近代江门市城市发展历程中最早的商贸区之一。

主要景點：
- 啟明樓：一座具有歷史意義的建築，由華僑黃黎閣於1914年建造。
- 秀才屋：展示了傳統文化和歷史故事。
- 掘金屋：介紹華僑在海外奮鬥的歷史。
- 商埠文化廣場：展現了江門商業文化的發源地。 時光巷子、萬家燈巷、囍帖巷、葵扇巷、銅蝦巷：這些巷子各具特色，傳承了江門的非物質文化遺產。
- 宝和按当铺旧址：占地130平方米，建于民国期间。当铺採用青砖、花岗岩、红砂岩建成，2000年9月20日列入市文物保护。
- 金羚旧厂：见证江门市工业的发展历程。

酒店：
- 7天酒店启明里店
- Berlin Star hotel

## 交通
啟明裏距離珠西樞紐江門站大約11公里，距離江门东站約4公里，与廣珠城際鐵路江海站相距约9.5公里。與珠三角環線高速公路龍湾入口只有5.5公里。
公共運輸
3路（沙津橫<->江北站）、8路（江門東站<->義烏小商品城）及23路（滨江體育中心<->白沙站）均在景區設站。